# Ołeksandr Skipalski
Ołeksandr Skipalski – pracownik ukraińskich służb specjalnych, absolwent moskiewskiej uczelni KGB, pułkownik KGB i szef radzieckiego kontrwywiadu na obwód wołyński, twórca ukraińskiego wywiadu.
Kilka lat temu w jednej z ukraińskich gazet oskarżył Polskę, że „przeprowadza operację geopolityczną, która ma doprowadzić do podziału Ukrainy”, zapowiadając zarazem, że „znajdą się fachowcy, którzy potrafią temu zaradzić”.